# Melanagromyza urticivora
Melanagromyza urticivora är en tvåvingeart som beskrevs av Spencer 1966. Melanagromyza urticivora ingår i släktet Melanagromyza och familjen minerarflugor.
Artens utbredningsområde är Pakistan. Inga underarter finns listade i Catalogue of Life.